# 2020–2021-es UEFA Nemzetek Ligája (A liga)
A 2020–2021-es UEFA Nemzetek Ligájának A ligája az UEFA Nemzetek Ligája 2020–2021-es kiírásának legmagasabb divíziója. Az A ligából került ki a Nemzetek Ligája győztese, a döntőt 2021. október 10-én játszották.

## Lebonyolítás
Az első kiírás után az UEFA megváltoztatta a formátumot, az A liga létszámát 12-ről 16-ra növelte. Az A ligában a 2020–2021-es UEFA Nemzetek Ligája kiemelési rangsorának 1–16. helyezettjei vettek részt, négy csoportra osztva. A csoportokban a csapatok oda-visszavágós körmérkőzéses rendszerben összesen hat mérkőzést játszottak, 2020 szeptemberében, októberben és novemberben is 2–2 játéknapon. A csoportok győztesei továbbjutottak az UEFA Nemzetek Ligájának négyes döntőjébe, a negyedik helyezett csapatok kiestek a 2022–2023-as UEFA Nemzetek Ligájának B ligájába.
Az UEFA Nemzetek Ligájának négyes döntőjét 2021 októberében rendezték, egyenes kieséses rendszerben, amely két elődöntőt, egy bronzmérkőzést és egy döntőt tartalmazott. Az elődöntők párosítását, valamint bronzmérkőzés és a döntő pályaválasztó csapatait sorsolással döntötték el. A helyszínt a négy továbbjutó csapat közül választották ki. A döntő győztese nyerte az UEFA Nemzetek Ligáját.
A négy csoportgyőztest a 2022-es labdarúgó-világbajnokság európai selejtezőjének sorsolása során ötcsapatos csoportba sorsolták.

## Csapatok

### Változások
A 2018–2019-es kiírás utáni változások:
| Feljutott a B ligából                                |
| ---------------------------------------------------- |
| - Bosznia-Hercegovina - Dánia - Svédország - Ukrajna |

Az alábbi változások érintették az A ligát, de a formátum megváltoztatása után egyik csapat sem esett ki:
| Eredetileg kiesett a B ligába                         |
| ----------------------------------------------------- |
| - Horvátország - Németország - Izland - Lengyelország |

### Kiemelés
A kiemelés a 2020–2021-es UEFA Nemzetek Ligája kiemelési rangsorának megfelelően a 2018–2019-es UEFA Nemzetek Ligája összesített rangsora alapján történt, kisebb módosítással: az eredetileg kiesett csapatok alacsonyabb besorolást kaptak a feljutó csapatoknál. A kiemelést 2019. december 4-én tették közzé.
| Csapat               | Hely. |
| -------------------- | ----- |
| Portugália (címvédő) | 1.    |
| Hollandia            | 2.    |
| Anglia               | 3.    |
| Svájc                | 4.    |

| Csapat        | Hely. |
| ------------- | ----- |
| Belgium       | 5.    |
| Franciaország | 6.    |
| Spanyolország | 7.    |
| Olaszország   | 8.    |

| Csapat              | Hely. |
| ------------------- | ----- |
| Bosznia-Hercegovina | 9.    |
| Ukrajna             | 10.   |
| Dánia               | 11.   |
| Svédország          | 12.   |

| Csapat        | Hely. |
| ------------- | ----- |
| Horvátország  | 13.   |
| Lengyelország | 14.   |
| Németország   | 15.   |
| Izland        | 16.   |

A csoportok sorsolását 2020. március 3-án közép-európai idő szerint 18 órától tartották Amszterdamban. Mindegyik csoportba mindegyik kalapból egy csapat került.

## Csoportok
A menetrendet az UEFA a sorsolást követően, 2020. március 3-án tette közzé. 2020. június 17-én az UEFA az októberi és novemberi mérkőzésnapokat korrigálta, az Európa-bajnoki pótselejtezők miatt. Az új menetrendet 2020. június 26-án tették közzé.

### 1. csoport
| Hely. | Csapat              | M | Gy | D | V | G+ | G– | Gk | P  | Feljutás vagy kiesés                            |     | Olaszország | Hollandia | Lengyelország | Bosznia-Hercegovina |
| ----- | ------------------- | - | -- | - | - | -- | -- | -- | -- | ----------------------------------------------- | --- | ----------- | --------- | ------------- | ------------------- |
| 1.    | Olaszország         | 6 | 3  | 3 | 0 | 7  | 2  | +5 | 12 | Továbbjutott a Nemzetek Ligája négyes döntőjébe |     | —           | 1–1       | 2–0           | 1–1                 |
| 2.    | Hollandia           | 6 | 3  | 2 | 1 | 7  | 4  | +3 | 11 |                                                 |     | 0–1         | —         | 1–0           | 3–1                 |
| 3.    | Lengyelország       | 6 | 2  | 1 | 3 | 6  | 6  | 0  | 7  |                                                 | 0–0 | 1–2         | —         | 3–0           |                     |
| 4.    | Bosznia-Hercegovina | 6 | 0  | 2 | 4 | 3  | 11 | −8 | 2  | Kiesett a B ligába                              |     | 0–2         | 0–0       | 1–2           | —                   |

| 2020. szeptember 4. 20:45 |

| Olaszország | 1–1               | Bosznia-Hercegovina |
| ----------- | ----------------- | ------------------- |
| Sensi 67'   | (0–0) Jegyzőkönyv | Džeko 57'           |

| Artemio Franchi Stadion, Firenze Játékvezető: Anasztásziosz Szidirópulosz (görög) |

| 2020. szeptember 4. 20:45 |

| Hollandia    | 1–0               | Lengyelország |
| ------------ | ----------------- | ------------- |
| Bergwijn 61' | (0–0) Jegyzőkönyv |               |

| Johan Cruijff Arena, Amszterdam Játékvezető: Georgi Kabakov (bolgár) |

| 2020. szeptember 7. 20:45 |

| Bosznia-Hercegovina         | 1–2               | Lengyelország         |
| --------------------------- | ----------------- | --------------------- |
| Hajradinović 24' (11-esből) | (1–1) Jegyzőkönyv | Glik 45' Grosicki 67' |

| Stadion Bilino polje, Zenica Játékvezető: Cüneyt Çakır (török) |

| 2020. szeptember 7. 20:45 |

| Hollandia | 0–1               | Olaszország   |
| --------- | ----------------- | ------------- |
|           | (0–1) Jegyzőkönyv | Barella 45+1' |

| Johan Cruijff Arena, Amszterdam Játékvezető: Felix Brych (német) |

| 2020. október 11. 18:00 |

| Bosznia-Hercegovina | 0–0         | Hollandia |
| ------------------- | ----------- | --------- |
|                     | Jegyzőkönyv |           |

| Bilino Polje, Zenica Játékvezető: Kovács István (román) |

| 2020. október 11. 20:45 |

| Lengyelország | 0–0         | Olaszország |
| ------------- | ----------- | ----------- |
|               | Jegyzőkönyv |             |

| Stadion Energa Gdańsk, Gdańsk Játékvezető: José María Sánchez Martínez (spanyol) |

| 2020. október 14. 20:45 |

| Olaszország    | 1–1               | Hollandia       |
| -------------- | ----------------- | --------------- |
| Pellegrini 16' | (1–1) Jegyzőkönyv | Van de Beek 25' |

| Atleti Azzurri d’Italia Stadion, Bergamo Játékvezető: Anthony Taylor (angol) |

| 2020. október 14. 20:45 |

| Lengyelország                     | 3–0               | Bosznia-Hercegovina |
| --------------------------------- | ----------------- | ------------------- |
| Lewandowski 40' 52' Linetty 45+1' | (2–0) Jegyzőkönyv |                     |

| Stadion Miejski, Wrocław Játékvezető: Craig Pawson (angol) |

| 2020. november 15. 18:00 |

| Hollandia                  | 3–1               | Bosznia-Hercegovina |
| -------------------------- | ----------------- | ------------------- |
| Wijnaldum 6' 14' Depay 55' | (2–0) Jegyzőkönyv | Prevljak 63'        |

| Johan Cruyff Arena, Amsterdam Játékvezető: François Letexier (francia) |

| 2020. november 15. 20:45 |

| Olaszország                         | 2–0               | Lengyelország |
| ----------------------------------- | ----------------- | ------------- |
| Jorginho 27' (11-esből) Berardi 84' | (1–0) Jegyzőkönyv |               |

| Stadio Città del Tricolore, Reggio Emilia Játékvezető: Clément Turpin (francia) |

| 2020. november 18. 20:45 |

| Bosznia-Hercegovina | 0–2               | Olaszország             |
| ------------------- | ----------------- | ----------------------- |
|                     | (0–1) Jegyzőkönyv | Belotti 22' Berardi 68' |

| Stadion Grbavica, Szarajevó Játékvezető: Artur Soares Dias (portugál) |

| 2020. november 18. 20:45 |

| Lengyelország | 1–2               | Hollandia                          |
| ------------- | ----------------- | ---------------------------------- |
| Jóźwiak 6'    | (1–0) Jegyzőkönyv | Depay 77' (11-esből) Wijnaldum 84' |

| Silesian Stadium, Chorzów Játékvezető: Orel Grinfeld (izraeli) |

### 2. csoport
| Hely. | Csapat  | M | Gy | D | V | G+ | G– | Gk  | P  | Feljutás vagy kiesés                            |     | Belgium | Dánia | Anglia | Izland |
| ----- | ------- | - | -- | - | - | -- | -- | --- | -- | ----------------------------------------------- | --- | ------- | ----- | ------ | ------ |
| 1.    | Belgium | 6 | 5  | 0 | 1 | 16 | 6  | +10 | 15 | Továbbjutott a Nemzetek Ligája négyes döntőjébe |     | —       | 4–2   | 2–0    | 5–1    |
| 2.    | Dánia   | 6 | 3  | 1 | 2 | 8  | 7  | +1  | 10 |                                                 |     | 0–2     | —     | 0–0    | 2–1    |
| 3.    | Anglia  | 6 | 3  | 1 | 2 | 7  | 4  | +3  | 10 |                                                 | 2–1 | 0–1     | —     | 4–0    |        |
| 4.    | Izland  | 6 | 0  | 0 | 6 | 3  | 17 | −14 | 0  | Kiesett a B ligába                              |     | 1–2     | 0–3   | 0–1    | —      |

1. 1 2  Egymás elleni pontok: Dánia 4, Anglia 1.

| 2020. szeptember 5. 18:00 (16:00 UTC±0) |

| Izland | 0–1               | Anglia                    |
| ------ | ----------------- | ------------------------- |
|        | (0–0) Jegyzőkönyv | Sterling 90+1' (11-esből) |

| Laugardalsvöllur, Reykjavík Játékvezető: Srđan Jovanović (szerb) |

| 2020. szeptember 5. 20:45 |

| Dánia | 0–2               | Belgium                |
| ----- | ----------------- | ---------------------- |
|       | (0–1) Jegyzőkönyv | Denayer 9' Mertens 76' |

| Parken Stadion, Koppenhága Játékvezető: Sandro Schärer (svájci) |

| 2020. szeptember 8. 20:45 |

| Belgium                                           | 5–1               | Izland          |
| ------------------------------------------------- | ----------------- | --------------- |
| Witsel 13' Batshuayi 17, 69' Mertens 50' Doku 79' | (2–1) Jegyzőkönyv | Fridjonsson 10' |

| Baldvin király Stadion, Brüsszel Játékvezető: Paweł Raczkowski (lengyel) |

| 2020. szeptember 8. 20:45 |

| Dánia | 0–0         | Anglia |
| ----- | ----------- | ------ |
|       | Jegyzőkönyv |        |

| Parken Stadion, Koppenhága Játékvezető: Kovács István (román) |

| 2020. október 11. 18:00 (17:00 UTC+1) |

| Anglia                            | 2–1               | Belgium               |
| --------------------------------- | ----------------- | --------------------- |
| Rashford 39' (11-esből) Mount 65' | (1–1) Jegyzőkönyv | Lukaku 16' (11-esből) |

| Wembley Stadion, London Játékvezető: Tobias Stieler (német) |

| 2020. október 11. 20:45 (18:45 UTC±0) |

| Izland | 0–3               | Dánia                                         |
| ------ | ----------------- | --------------------------------------------- |
|        | (0–1) Jegyzőkönyv | Sigurjónsson 45' (öngól) Eriksen 46' Skov 61' |

| Laugardalsvöllur, Reykjavík Játékvezető: Bojan Pandžić (svéd) |

| 2020. október 14. 20:45 (19:45 UTC+1) |

| Anglia | 0–1               | Dánia                  |
| ------ | ----------------- | ---------------------- |
|        | (0–1) Jegyzőkönyv | Eriksen 35' (11-esből) |

| Wembley Stadion, London Játékvezető: Jesús Gil Manzano (spanyol) |

| 2020. október 14. 20:45 (18:45 UTC±0) |

| Izland        | 1–2               | Belgium                  |
| ------------- | ----------------- | ------------------------ |
| Sævarsson 17' | (1–2) Jegyzőkönyv | Lukaku 9' 38' (11-esből) |

| Laugardalsvöllur, Reykjavík Játékvezető: Andris Treimanis (lett) |

| 2020. november 15. 20:45 |

| Belgium                   | 2–0               | Anglia |
| ------------------------- | ----------------- | ------ |
| Tielemans 10' Mertens 24' | (2–0) Jegyzőkönyv |        |

| Den Dreef, Leuven Játékvezető: Danny Makkelie (holland) |

| 2020. november 15. 20:45 |

| Dánia                                   | 2–1               | Izland          |
| --------------------------------------- | ----------------- | --------------- |
| Eriksen 12' (11-esből) 90+2' (11-esből) | (1–0) Jegyzőkönyv | Kjartansson 85' |

| Parken Stadion, Koppenhága Játékvezető: Halil Umut Meler (török) |

| 2020. november 18. 18:00 |

| Belgium                                   | 4–2               | Dánia                       |
| ----------------------------------------- | ----------------- | --------------------------- |
| Tielemans 3' Lukaku 56' 69' De Bruyne 87' | (1–1) Jegyzőkönyv | Wind 17' Chadli 86' (öngól) |

| Den Dreef, Leuven Játékvezető: Slavko Vinčić (szlovén) |

| 2020. november 18. 20:45 (19:45 UTC±0) |

| Anglia                           | 4–0               | Izland |
| -------------------------------- | ----------------- | ------ |
| Rice 20' Mount 24' Foden 80' 84' | (2–0) Jegyzőkönyv |        |

| Wembley Stadion, London Játékvezető: Fábio Veríssimo (portugál) |

### 3. csoport
| Hely. | Csapat        | M | Gy | D | V | G+ | G– | Gk | P  | Feljutás vagy kiesés                            |     | Franciaország | Portugália | Horvátország | Svédország |
| ----- | ------------- | - | -- | - | - | -- | -- | -- | -- | ----------------------------------------------- | --- | ------------- | ---------- | ------------ | ---------- |
| 1.    | Franciaország | 6 | 5  | 1 | 0 | 12 | 5  | +7 | 16 | Továbbjutott a Nemzetek Ligája négyes döntőjébe |     | —             | 0–0        | 4–2          | 4–2        |
| 2.    | Portugália    | 6 | 4  | 1 | 1 | 12 | 4  | +8 | 13 |                                                 |     | 0–1           | —          | 4–1          | 3–0        |
| 3.    | Horvátország  | 6 | 1  | 0 | 5 | 9  | 16 | −7 | 3  |                                                 | 1–2 | 2–3           | —          | 2–1          |            |
| 4.    | Svédország    | 6 | 1  | 0 | 5 | 5  | 13 | −8 | 3  | Kiesett a B ligába                              |     | 0–1           | 0–2        | 2–1          | —          |

| 2020. szeptember 5. 20:45 |

| Portugália                                 | 4–1               | Horvátország   |
| ------------------------------------------ | ----------------- | -------------- |
| Cancelo 41' Jota 58' Félix 70' Silva 90+5' | (1–0) Jegyzőkönyv | Petković 90+1' |

| Estádio do Dragão, Porto Játékvezető: Davide Massa (olasz) |

| 2020. szeptember 5. 20:45 |

| Svédország | 0–1               | Franciaország |
| ---------- | ----------------- | ------------- |
|            | (0–1) Jegyzőkönyv | Mbappé 41'    |

| Friends Arena, Solna Játékvezető: Szymon Marciniak (lengyel) |

| 2020. szeptember 8. 20:45 |

| Franciaország                                                  | 4–2               | Horvátország           |
| -------------------------------------------------------------- | ----------------- | ---------------------- |
| Griezmann 43' Livaković 45+1' (öngól) Upamecano 65' Giroud 77' | (2–1) Jegyzőkönyv | Lovren 17' Brekalo 55' |

| Stade de France, Saint-Denis Játékvezető: Ovidiu Hațegan (román) |

| 2020. szeptember 8. 20:45 |

| Svédország | 0–2               | Portugália        |
| ---------- | ----------------- | ----------------- |
|            | (0–1) Jegyzőkönyv | Ronaldo 45+1, 72' |

| Friends Arena, Solna Játékvezető: Danny Makkelie (holland) |

| 2020. október 11. 20:45 |

| Horvátország            | 2–1               | Svédország |
| ----------------------- | ----------------- | ---------- |
| Vlašić 32' Kramarić 84' | (1–0) Jegyzőkönyv | Berg 66'   |

| Maksimir Stadion, Zágráb Játékvezető: John Beaton (skót) |

| 2020. október 11. 20:45 |

| Franciaország | 0–0         | Portugália |
| ------------- | ----------- | ---------- |
|               | Jegyzőkönyv |            |

| Stade de France, Saint-Denis Játékvezető: Carlos del Cerro Grande (spanyol) |

| 2020. október 14. 20:45 |

| Horvátország | 1–2               | Franciaország           |
| ------------ | ----------------- | ----------------------- |
| Vlašić 64'   | (0–1) Jegyzőkönyv | Griezmann 8' Mbappé 79' |

| Maksimir Stadion, Zágráb Játékvezető: Björn Kuipers (holland) |

| 2020. október 14. 20:45 |

| Portugália                | 3–0               | Svédország |
| ------------------------- | ----------------- | ---------- |
| B. Silva 21' Jota 44' 72' | (2–0) Jegyzőkönyv |            |

| Estádio José Alvalade, Lisszabon Játékvezető: Srđan Jovanović (szerb) |

| 2020. november 14. 20:45 |

| Portugália | 0–1               | Franciaország |
| ---------- | ----------------- | ------------- |
|            | (0–0) Jegyzőkönyv | Kanté 54'     |

| Estádio da Luz, Lisszabon Játékvezető: Tobias Stieler (német) |

| 2020. november 14. 20:45 |

| Svédország                     | 2–1               | Horvátország          |
| ------------------------------ | ----------------- | --------------------- |
| Kulusevski 36' Danielson 45+2' | (2–0) Jegyzőkönyv | Danielson 82' (öngól) |

| Friends Arena, Solna Játékvezető: Daniel Siebert |

| 2020. november 17. 20:45 |

| Horvátország    | 2–3               | Portugália             |
| --------------- | ----------------- | ---------------------- |
| Kovačić 29' 65' | (1–0) Jegyzőkönyv | Dias 52' 90' Félix 60' |

| Poljudi Stadion, Split Játékvezető: Michael Oliver (angol) |

| 2020. november 17. 20:45 |

| Franciaország                         | 4–2               | Svédország              |
| ------------------------------------- | ----------------- | ----------------------- |
| Giroud 16' 59' Pavard 36' Coman 90+5' | (2–1) Jegyzőkönyv | Claesson 4' Quaison 88' |

| Stade de France, Saint-Denis Játékvezető: Alekszej Kulbakov (fehérorosz) |

### 4. csoport
| Hely. | Csapat        | M | Gy | D | V | G+ | G– | Gk  | P  | Feljutás vagy kiesés                            |     | Spanyolország | Németország | Svájc | Ukrajna |
| ----- | ------------- | - | -- | - | - | -- | -- | --- | -- | ----------------------------------------------- | --- | ------------- | ----------- | ----- | ------- |
| 1.    | Spanyolország | 6 | 3  | 2 | 1 | 13 | 3  | +10 | 11 | Továbbjutott a Nemzetek Ligája négyes döntőjébe |     | —             | 6–0         | 1–0   | 4–0     |
| 2.    | Németország   | 6 | 2  | 3 | 1 | 10 | 13 | −3  | 9  |                                                 |     | 1–1           | —           | 3–3   | 3–1     |
| 3.    | Svájc         | 6 | 1  | 3 | 2 | 9  | 8  | +1  | 6  |                                                 | 1–1 | 1–1           | —           | 3–0   |         |
| 4.    | Ukrajna       | 6 | 2  | 0 | 4 | 5  | 13 | −8  | 6  | Kiesett a B ligába                              |     | 1–0           | 1–2         | 2–1   | —       |

1. 1 2  Az egymás elleni pontok egyenlőek (3). Egymás elleni gólkülönbség: Svájc +2, Ukrajna −2.
2. ↑  A Svájc–Ukrajna mérkőzést törölték és Svájc 3–0 arányú megállapított eredménnyel nyerte, miután az ukrán csapatnál a mérkőzés előtt talált koronavírusos eset miatt az egész csapatot karanténba helyezte a svájci hatóság.

| 2020. szeptember 3. 20:45 |

| Németország | 1–1               | Spanyolország |
| ----------- | ----------------- | ------------- |
| Werner 51'  | (0–0) Jegyzőkönyv | Gayà 90+6'    |

| Mercedes-Benz Arena, Stuttgart Játékvezető: Daniele Orsato (olasz) |

| 2020. szeptember 3. 20:45 (21:45 UTC+3) |

| Ukrajna                      | 2–1               | Svájc         |
| ---------------------------- | ----------------- | ------------- |
| Jarmolenko 14' Zincsenko 68' | (1–1) Jegyzőkönyv | Seferović 41' |

| Aréna Lviv, Lviv Játékvezető: Andreas Ekberg (svéd) |

| 2020. szeptember 6. 20:45 |

| Spanyolország                               | 4–0               | Ukrajna |
| ------------------------------------------- | ----------------- | ------- |
| Ramos 3' (11-esből) 29' Fati 32' Torres 84' | (3–0) Jegyzőkönyv |         |

| Alfredo di Stéfano stadion, Madrid Játékvezető: Benoît Bastien (francia) |

| 2020. szeptember 6. 20:45 |

| Svájc      | 1–1               | Németország  |
| ---------- | ----------------- | ------------ |
| Widmer 58' | (0–1) Jegyzőkönyv | Gündoğan 14' |

| St. Jakob-Park, Bázel Játékvezető: Michael Oliver (angol) |

| 2020. október 10. 20:45 |

| Spanyolország | 1–0               | Svájc |
| ------------- | ----------------- | ----- |
| Oyarzabal 14' | (1–0) Jegyzőkönyv |       |

| Alfredo di Stéfano stadio, Madrid Játékvezető: Ali Palabıyık (török) |

| 2020. október 10. 20:45 (21:45 UTC+3) |

| Ukrajna                    | 1–2               | Németország             |
| -------------------------- | ----------------- | ----------------------- |
| Malinovskyi 77' (11-esből) | (0–1) Jegyzőkönyv | Ginter 20' Goretzka 49' |

| Olimpiai Stadion, Kijev Játékvezető: Orel Grinfeld (izraeli) |

| 2020. október 13. 20:45 |

| Németország                       | 3–3               | Svájc                         |
| --------------------------------- | ----------------- | ----------------------------- |
| Werner 28' Havertz 55' Gnabry 60' | (1–2) Jegyzőkönyv | Gavranović 5' 57' Freuler 26' |

| RheinEnergieStadion, Köln Játékvezető: Ruddy Buquet (francia) |

| 2020. október 13. 20:45 (21:45 UTC+3) |

| Ukrajna      | 1–0               | Spanyolország |
| ------------ | ----------------- | ------------- |
| Cihankov 76' | (0–0) Jegyzőkönyv |               |

| Olimpiai Stadion, Kijev Játékvezető: Paweł Gil (lengyel) |

| 2020. november 14. 20:45 |

| Németország             | 3–1               | Ukrajna       |
| ----------------------- | ----------------- | ------------- |
| Sané 23' Werner 33' 64' | (2–1) Jegyzőkönyv | Yaremchuk 12' |

| Red Bull Arena, Lipcse Játékvezető: Ovidiu Hațegan (román) |

| 2020. november 14. 20:45 |

| Svájc       | 1–1               | Spanyolország |
| ----------- | ----------------- | ------------- |
| Freuler 26' | (1–0) Jegyzőkönyv | Gerard 89'    |

| St. Jakob-Park, Bázel Játékvezető: William Collum (skót) |

| 2020. november 17. 20:45 |

| Spanyolország                                            | 6–0               | Németország |
| -------------------------------------------------------- | ----------------- | ----------- |
| Morata 17' F. Torres 33' 55' 71' Rodri 38' Oyarzabal 89' | (3–0) Jegyzőkönyv |             |

| La Cartuja, Sevilla Játékvezető: Andreas Ekberg (svéd) |

| 2020. november 17. 20:45 |

| Svájc | 3–0 (megállapított) | Ukrajna |
| ----- | ------------------- | ------- |
|       |                     |         |

| Swissporarena, Luzern Játékvezető: Anasztásziosz Szidirópulosz (görög) |

## Egyenes kieséses szakasz
Az egyenes kieséses szakasz sorsolását 2020. december 3-án tartották. A párosításokra nem volt kiemelés, de a rendező csapat az 1. elődöntő pályaválasztója volt. A bronzmérkőzés és a döntő hivatalos pályaválasztóját sorsolták.
|  |                      |               |               |                      |   |               |               |       |
|  | Elődöntők            | Elődöntők     | Elődöntők     |                      |   | Döntő         | Döntő         | Döntő |
|  | Elődöntők            | Elődöntők     | Elődöntők     |                      |   | Döntő         | Döntő         | Döntő |
|  | október 6. – Milánó  |               |               |                      |   |               |               |       |
|  |                      |               |               |                      |   |               |               |       |
|  | Olaszország          | Olaszország   | 1             |                      |   |               |               |       |
|  | Olaszország          | Olaszország   | 1             | október 10. – Milánó |   |               |               |       |
|  | Spanyolország        | Spanyolország | 2             |                      |   |               |               |       |
|  | Spanyolország        | Spanyolország | 2             |                      |   | Spanyolország | Spanyolország | 1     |
|  | október 7. – Torino  |               |               |                      |   | Spanyolország | Spanyolország | 1     |
|  |                      |               | Franciaország | Franciaország        | 2 |               |               |       |
|  | Belgium              | Belgium       | Franciaország | Franciaország        | 2 | 2             |               |       |
|  | Belgium              | Belgium       |               |                      |   |               |               |       |
|  | Franciaország        | Franciaország | 3             |                      |   |               |               |       |
|  | Franciaország        | Franciaország | 3             | Bronzmérkőzés        |   |               |               |       |
|  |                      |               |               |                      |   |               |               |       |
|  | október 10. – Torino |               |               |                      |   |               |               |       |
|  |                      |               |               |                      |   |               |               |       |
|  | Olaszország          | Olaszország   | 2             |                      |   |               |               |       |
|  | Olaszország          | Olaszország   | 2             |                      |   |               |               |       |
|  | Belgium              | Belgium       | 1             |                      |   |               |               |       |
|  | Belgium              | Belgium       | 1             |                      |   |               |               |       |

### Elődöntők
| 2021. október 6. 20:45 |

| Olaszország    | 1–2               | Spanyolország       |
| -------------- | ----------------- | ------------------- |
| Pellegrini 83' | (0–2) Jegyzőkönyv | F. Torres 17' 45+2' |

| San Siro, Milánó Nézőszám: 33 524 Játékvezető: Szergej Karaszjov (orosz) |

| 2021. október 7. 20:45 |

| Belgium                 | 2–3               | Franciaország                                      |
| ----------------------- | ----------------- | -------------------------------------------------- |
| Carrasco 37' Lukaku 40' | (2–0) Jegyzőkönyv | Benzema 62' Mbappé 69' (11-esből) T. Hernández 90' |

| Juventus Stadion, Torino Nézőszám: 12 409 Játékvezető: Daniel Siebert (német) |

### Bronzmérkőzés
| 2021. október 10. 15:00 |

| Olaszország                        | 2–1               | Belgium          |
| ---------------------------------- | ----------------- | ---------------- |
| Barella 46' Berardi 65' (11-esből) | (0–0) Jegyzőkönyv | De Ketelaere 86' |

| Juventus Stadion, Torino Játékvezető: Srđan Jovanović (szerb) |

### Döntő
| 2021. október 10. 20:45 |

| Spanyolország | 1–2               | Franciaország          |
| ------------- | ----------------- | ---------------------- |
| Oyarzabal 64' | (0–0) Jegyzőkönyv | Benzema 66' Mbappé 80' |

| San Siro, Milánó Játékvezető: Anthony Taylor (angol) |

## Összesített rangsor
Az A liga 16 csapata az UEFA Nemzetek Ligája 1–16. helyezéseit kapta, a következő szabályok alapján:
- A csoportok győztesei az 1–4. helyezéseket kapták, a Nemzetek Ligája egyenes kieséses szakaszának eredménye alapján.
- A csoportok második helyezettjei az 5–8. helyezéseket kapták, a csoportban elért eredményeik alapján.
- A csoportok harmadik helyezettjei a 9–12. helyezéseket kapták, a csoportban elért eredményeik alapján.
- A csoportok negyedik helyezettjei a 13–16. helyezéseket kapták, a csoportban elért eredményeik alapján.

| Hely. | Cs | Csapat              | M | Gy | D | V | G+ | G– | Gk  | P  |
| ----- | -- | ------------------- | - | -- | - | - | -- | -- | --- | -- |
| 1     | A3 | Franciaország       | 6 | 5  | 1 | 0 | 12 | 5  | +7  | 16 |
| 2     | A4 | Spanyolország       | 6 | 3  | 2 | 1 | 13 | 3  | +10 | 11 |
| 3     | A1 | Olaszország         | 6 | 3  | 3 | 0 | 7  | 2  | +5  | 12 |
| 4     | A2 | Belgium             | 6 | 5  | 0 | 1 | 16 | 6  | +10 | 15 |
|       |    |                     |   |    |   |   |    |    |     |    |
| 5.    | A3 | Portugália          | 6 | 4  | 1 | 1 | 12 | 4  | +8  | 13 |
| 6.    | A1 | Hollandia           | 6 | 3  | 2 | 1 | 7  | 4  | +3  | 11 |
| 7.    | A2 | Dánia               | 6 | 3  | 1 | 2 | 8  | 7  | +1  | 10 |
| 8.    | A4 | Németország         | 6 | 2  | 3 | 1 | 10 | 13 | −3  | 9  |
|       |    |                     |   |    |   |   |    |    |     |    |
| 9.    | A2 | Anglia              | 6 | 3  | 1 | 2 | 7  | 4  | +3  | 10 |
| 10.   | A1 | Lengyelország       | 6 | 2  | 1 | 3 | 6  | 6  | 0   | 7  |
| 11.   | A4 | Svájc               | 6 | 1  | 3 | 2 | 9  | 8  | +1  | 6  |
| 12.   | A3 | Horvátország        | 6 | 1  | 0 | 5 | 9  | 16 | −7  | 3  |
|       |    |                     |   |    |   |   |    |    |     |    |
| 13.   | A4 | Ukrajna             | 6 | 2  | 0 | 4 | 5  | 13 | −8  | 6  |
| 14.   | A3 | Svédország          | 6 | 1  | 0 | 5 | 5  | 13 | −8  | 3  |
| 15.   | A1 | Bosznia-Hercegovina | 6 | 0  | 2 | 4 | 3  | 11 | −8  | 2  |
| 16.   | A2 | Izland              | 6 | 0  | 0 | 6 | 3  | 17 | −14 | 0  |